# 北林路街道
北林路街道，是中华人民共和国河南省郑州市金水区下辖的一个乡镇级行政单位。

## 行政区划
北林路街道下辖以下地区：
北林路院校社区、北林路广电社区、北林路融元社区、北林路文雅社区、北林路恒升社区、北林路亚卫社区、北林路鑫苑社区、汇城社区、国泰花园社区、御金城社区、金基社区和北林路马李庄村。